# Robiola della Val Bormida
La robiola della Val Bormida è un prodotto tipico ligure. È una robiola e rientra nell'elenco dei prodotti agroalimentari tradizionali italiani (PAT) del Ministero delle politiche agricole alimentari e forestali.

## Storia
Nei tempi antichi il latte non veniva commercializzato come prodotto fresco, in quanto rapidamente deperibile. Tuttavia, grazie all'aggiunta del caglio, potevano essere prodotti formaggi adatti al consumo a lungo termine, tra cui questa robiola, citata anche nel Summa lacticinorum del medico di casa Savoia Pantaleone da Confienza. Per questi motivi è tra i formaggi liguri più conosciuti.

## Procedimento di produzione
Al latte ovino viene aggiunto il caglio di vitello. La massa solida viene posta nei setacci per consentire lo spurgo del siero. Raggiunta la giusta umidità, la cagliata viene messa in contenitori appositi. Successivamente avviene la salatura a secco. Il prodotto finito ha forma cilindrica con peso variabile da 200 a 400 grammi, pasta morbida, crosta quasi assente di colore bianco.

## Zone di produzione
Questo formaggio viene prodotta nella provincia di Savona, principalmente nel territorio dell'alta Val Bormida. 

## Abbinamenti
Si può consumare con verdure o salumi, in abbinamento a vini bianchi leggeri.